# Дуална дијагноза
Дуална дијагноза је идентификација коегзистентних болести код појединца. Често болести и третмани утичу једни на друге, посебно када болест није правилно идентификована. Појам се најчешће користи у вези проблема са дрогама, алкохолом и психијатријским поремећајима.